# Klaus Schmittinger
Klaus Schmittinger (* 16. August 1950 in Kirchberg (Hunsrück)) ist ein ehemaliger deutscher Tischtennis-Nationalspieler. Nach dem Ende seiner aktiven Laufbahn arbeitete er als Bundestrainer.

## Aktive Laufbahn
Schmittinger begann seine Laufbahn 1962 beim TuS Kirchberg und gehörte zu der Herrenmannschaft, die 1967 in die 2. Tischtennisliga Südwest aufstieg. 1968 wurde Klaus Schmittinger deutscher Jugendmeister im Einzel und im Mixed mit Brigitte Scharmacher, im Doppel kam er mit Lothar Koch ins Endspiel. 1969 wechselte Schmittinger zu Eintracht Frankfurt in die Tischtennis-Bundesliga, wo er 1970/71 mit 30:5 und 1973/74 mit 28:7 die beste Bilanz im oberen Paarkreuz aufwies. In den 1970er Jahren gehörte Klaus Schmittinger zu den Spitzenspielern in Hessen. Von 1972 bis 1979 wurde er siebenmal Hessenmeister. 
1977 und 1978 wurde Schmittinger bei der Deutschen Tischtennis-Meisterschaft Vizemeister im Einzel. Im Doppelwettbewerb scheiterte er zweimal im Endspiel an Lieck/Ness, 1972 mit Günter Köcher und 1973 mit Jochen Leiß. Danach wurde Klaus Schmittinger mit Leiß von 1974 bis 1976 dreimal in Folge deutscher Meister. Mit Agnes Simon hatte er 1972 den Titel im Mixed erkämpft. Im Bundesranglistenturnier kam Schmittinger 1973 auf den zweiten Platz.
Von 1969 bis 1974 bestritt Klaus Schmittinger 40 Länderspiele. Dreimal wurde er für Tischtennisweltmeisterschaften nominiert. Bei der Tischtennisweltmeisterschaft 1969 bestritt Schmittinger nur die Individualwettbewerbe. Bei der Tischtennisweltmeisterschaft 1971 erreichte er sowohl im Doppel mit Bernt Jansen als auch im Mixed mit Marta Hejma das Achtelfinale. Mit dem Herrenteam belegte Klaus Schmittinger bei der Tischtennisweltmeisterschaft 1973 Platz 9.
Bei den Tischtennis-Europameisterschaften war Klaus Schmittinger 1970, 1972 und 1974 sowie 1978 in den Individualwettbewerben vertreten.
Seine beste Platzierung in der nationalen deutschen Rangliste war Platz 4, von 1971 bis 1974.
1980 beendete Schmittinger seine aktive Laufbahn.

## Bundestrainer
Seit 1979 ist Schmittinger für den Deutschen Tischtennis-Bund DTTB als Bundestrainer tätig. Bis 1983 trainierte er die Schüler, 1980 übernahm er zusätzlich den Damenbereich. Von 1983 bis 1996 war er im Herrenbereich aktiv. Danach erhielt er Sonderaufgaben: Talentsichtung sowie Ausbildung. Ab 2004 war er wieder für die Schüler verantwortlich, deren Jungenmannschaft 2004 die Europameisterschaft gewann. Ende 2015 ging er in den Ruhestand. Sein Nachfolger als Jungen-Bundestrainer wurde Zhu Xiaoyong.

## Privat
Schmittinger ist verheiratet mit Ehefrau Bärbel geb. Kemper (* 1953), die in den 1970er Jahren in der Geschäftsstelle des Hessischen Tischtennis-Verbandes arbeitete. Mit ihr hat er eine Tochter (* 1984) und einen Sohn.

## Turnierergebnisse
| Verband | Veranstaltung     | Jahr | Ort      | Land | Einzel     | Doppel    | Mixed     | Team |
| ------- | ----------------- | ---- | -------- | ---- | ---------- | --------- | --------- | ---- |
| FRG     | Weltmeisterschaft | 1973 | Sarajevo | YUG  | letzte 64  | letzte 64 | letzte 32 | 9    |
| FRG     | Weltmeisterschaft | 1971 | Nagoya   | JPN  | letzte 64  | letzte 16 | letzte 16 | 6    |
| FRG     | Weltmeisterschaft | 1969 | München  | FRG  | letzte 128 | letzte 64 | letzte 64 |      |